# Жюийе в сентябре
Жюийе в сентябре (фр. Juillet en septembre) — детективная драма французского режиссёра Себастьяна Жапризо, вышедшая в прокат 22 июня 1988. В Италии фильм демонстрировался под названием «Играя с убийцей» (Giocando con l'assassino). Второй полнометражный фильм Жапризо.

## Сюжет
Мечтательная девушка Камилла Жюийе возвращается в Кап-де-Пен, чтобы попытаться узнать о своём происхождении. 20 лет назад колыбель с младенцем, брошенным матерью, была найдена в этом курортном местечке, и девочка получила имя Камилла, в честь святой, поминаемой в день её рождения, 14 июля, и фамилию Жюийе (Juillet — «июль»).
Камилла знакомится с семейной парой, Жаном и Мари, ведущими довольно свободный образ жизни, а также с серийным убийцей Эммануэлем Марба. Встреча с Камиллой меняет жизнь маньяка.

## В ролях
- Летиция Габриелли — Камилла Жюийе
- Анн Парийо — Мари
- Эрик Дамен — Жак
- Даниель Демар — Марба
- Жизель Паскаль — мадам Девакер
- Жан Гавен — месье Шалль
- Паскаль Пелегрен — Домино
- Франс Дуньяк — Дороти
- Флоранс Жанти — Марта